# Stanhopea reichenbachiana
Espèce
Stanhopea reichenbachiana est une espèce de plantes à fleurs de la famille des Orchidaceae (les orchidées) présente de l’Ouest de la Colombie à l'Équateur.

## Description
Épiphyte de taille moyenne avec des pseudobulbes ovales, fortement côtelés et sillonnés se rétrécissant progressivement en dessous dans la feuille de base canalisée et pétiolée. Elle fleurit souvent en été (deux à quatre inflorescences fleuries) dégageant une odeur sucrée et mesurant 6 à 10 cm de large. 

## Répartition
Stanhopea reichenbachiana se rencontre en Équateur et en Colombie aux altitudes comprises entre 500 à 1 000 m. Elle est présente dans les forêts humides.

## Culture
La plante doit être cultivée à l’ombre et à des températures intermédiaires à chaudes et doit être arrosée régulièrement. Elle se cultive en pot ou des paniers contenant des écorces de sapin ou de la mousse de sphaigne. L’humidité doit rester élevée.

## Systématique
Le nom correct complet (avec auteur) de ce taxon est Stanhopea reichenbachiana Roezl ex Rchb.f..
Stanhopea reichenbachiana a pour synonymes :
- Stanhopea amesiana Anon.
- Stanhopea lowii var. amesiana Sander
- Stanhopea lowii Rolfe
- Stanhopea reichenbachiana Roezl
- Tadeastrum reichenbachianum (Roezl ex Rchb.f.) Szlach.

### Étymologie
Le nom générique, Stanhopea, a été nommé en l'honneur du botaniste Philip Henry Stanhope, 4e comte Stanhope.
Son épithète spécifique, reichenbachiana, lui a été donnée en l'honneur du botaniste Heinrich Gustav Reichenbach.